# Эрен (Кальвадос)
Эре́н (фр. Eraines) — коммуна во Франции, находится в регионе Нижняя Нормандия. Департамент коммуны — Кальвадос. Входит в состав кантона Фалез-Юг. Округ коммуны — Кан.
Код INSEE коммуны — 14244.

## Население
Население коммуны на 2010 год составляло 311 человек.
| 1962 | 1968 | 1975 | 1982 | 1990 | 1999 | 2010 |
| ---- | ---- | ---- | ---- | ---- | ---- | ---- |
| 130  | 121  | 142  | 175  | 172  | 228  | 311  |

## Экономика
В 2010 году среди 206 человек трудоспособного возраста (15—64 лет) 158 были экономически активными, 48 — неактивными (показатель активности — 76,7 %, в 1999 году было 74,5 %). Из 158 активных жителей работали 150 человек (71 мужчина и 79 женщин), безработных было 8 (5 мужчин и 3 женщины). Среди 48 неактивных 20 человек были учениками или студентами, 19 — пенсионерами, 9 были неактивными по другим причинам.